# Laternaria cyanirostris
Laternaria cyanirostris är en insektsart som först beskrevs av Gutrin-mtneville 1845.  Laternaria cyanirostris ingår i släktet Laternaria och familjen lyktstritar. Inga underarter finns listade i Catalogue of Life.